# Tijucas do Sul
Tijucas do Sul – miasto i gmina w Brazylii, w stanie Parana. Znajduje się w mezoregionie Metropolitana de Curitiba i mikroregionie Rio Negro.